# Слоун Фаррінґтон
Слоун Фаррінґтон (17 травня 1923 — 1997) — багамський яхтсмен.
Учасник Олімпійських Ігор 1948, 1952, 1956, 1960 років.